# Пощёчина, которой не было
«Пощёчина которой не было» — советский мелодраматический фильм, снятый режиссёром Игорем Шатровым на киностудии им. Горького в 1987 году.
Премьера фильма состоялась 31 августа 1987 года.

## Сюжет
Ученик школы Цимбалей ударяет девочку Соню Журавлёву, после чего, директор вызывает милицию, и инспектор по делам несовершеннолетних Лапиков начинает расследование. Разные ребята по-разному рассказывают о происшествии, некоторые утверждают, что пощёчины не было.
Лапиков понимает, что если дело дойдет до суда, последствия могут быть негативными для Цимбалея, и решает разобраться в причинах действия мальчика. В центре конфликтов оказывается подложенная фотография, на которой целовались другие ученики, что привело к недопониманию и ревности. В итоге Соня, желая увидеть правду, признаётся в том, что сама подложила снимок.

## В ролях
- Андрей Болтнев — лейтенант милиции Лапиков
- Людмила Соловьёва — Полина Антоновна
- Владимир Стеклов — Анатолий Тарасович
- Ольга Рачинская — Соня Журавлёва
- Вадим Любшин — Саша Цимбалей
- Игорь Кашинцев — отец Цимбалея
- Ксения Стриж — Оля Наумова
- Александр Стриженов — Володя Ипатов
- В эпизодах:
- Ирина Савина — соседка Цимбалеев
- Владимир Шихов — лейтенант Прохоров
- Галина Клевенко — Галина Михайловна
- Алёша Корсунский — Игорь Белозеров
- Ученики 10-го класса:
- Андрей Касьянов — Симохин
- Алла Костюкова
- Дмитрий Быков
- Валерий Трошин
- Е. Сеченова
- А. Пушкина
- А. Лыч
- Илья Наумов
- Дмитрий Урюпин
- Дмитрий Жучков
- К. Мохначев
- М. Родина
- Е. Малова
- О. Семикопенко
- Елена Хрусталёва
- П. Астапович
- Елена Зайцева — Матвеева
- И. Сенатский
- Антон Суховерко
- Женя Черницын
- Алла Федонова — Александрова